# 因島市立椋浦小学校
因島市立椋浦小学校（いんのしましりつ むくのうらしょうがっこう 英称:Innoshima Munipical Mukunoura Elementary Scholl）は、広島県因島市椋浦町に存在した公立小学校である。

## 沿革

### 開校前
- 18xx年(文政x年)
  - 椋浦村内に松本玄庵が 松本塾 を開塾[1]。
- 18xx年(嘉永2年)
  - 椋浦村内に松本玄庵が 玄庵歿 を開塾[1]。
- 18xx年(文久2年)
  - 椋浦村内に松本玄篤が 玄篤歿 を開塾[1]。
- 1868年(慶応4年)
  - 椋浦村内に穂波宗古が 穂波塾 を開塾[注 3]。

### 開校後
- 1872年(明治5年)
  - 4月22日 --- 椋浦村内に 椋浦学校 を設立[注 4]。
- 1878年(明治11年)
  - 明分舎を廃止し、同塾を 椋浦学校 と改称[1]。
- 1882年(明治15年)
  - 同校を 御調郡第54小学区椋浦小学校 と改称[1]。
- 1886年(明治19年)
  - 同校を 御調小学校区椋浦小学教場 と改称[1]。
- 1887年(明治20年)
  - 同校を 御調小学校区椋浦簡易小学校 と改称[注 5]。
- 1888年(明治21年)
  - 同校を 公立椋浦簡易小学校 と改称[1]。
- 1890年(明治23年)
  - 同校の校舎を新築し、広島県御調郡三浦村大字椋浦516番地へ移転[1]。
- 1891年(明治24年)
  - 同校を 三浦村立椋浦尋常小学校 と改称[注 6]。
- 1908年(明治41年)
  - 同校の修業年限を6年に改正[2]。
  - 同校の教員住宅を落成[2]。
- 1940年(昭和15年)
  - 同校の新校舎が落成し、広島県御調郡三浦村大字椋浦500番地へ移転[注 7]。
- 1941年(昭和16年)
  - 同校を 椋浦国民学校 と改称[3]。
- 1947年(昭和22年)
  - 同校を 三浦村立椋浦小学校 と改称[注 8]。
- 1948年(昭和23年)
  - 5月3日 --- 同校を 三庄町立椋浦小学校 と改称[注 9]。
- 1953年(昭和28年)
  - 5月1日 --- 同校を 因島市立椋浦小学校 と改称[注 10]。
- 1958年(昭和33年)
  - 文部省が同校をへき地複式教育研究指定校と指定[4]。
  - 広島県が同校を広島県複式教育研究指定校と指定[4]。
- 1964年(昭和39年)
  - 同校が全校鼓笛隊を編成[4]。
- 1969年(昭和44年)
  - 同校が牛乳給食を開始[4]。
- 1970年(昭和45年)
  - 文部省が同校を準へき地校と指定[4]。
- 1971年(昭和46年)
  - 同校が完全給食を開始[注 11]。
  - 同校の創立100周年記念式典を挙行[4]。

### 閉校後
- 1990年(平成2年)
  - 3月31日 --- 同校が閉校[注 12]。
- xxxx年(平成xx年)
  - 同校施設を椋の里ゆうあいランドの施設に転用[注 13]。

### 椋の里ゆうあいランド
- “椋の里ゆうあいランド” (PDF) (日本語).   尾道市教育委員会因島瀬戸田地域教育課. 2018年4月22日閲覧。[注 14]
- “文化・スポーツ施設”.   因島市. 2005年12月10日時点のオリジナルよりアーカイブ。2018年4月22日閲覧。[注 15]

### 併合学校の公式サイト
- “三庄小学校”.   尾道市立三庄小学校. 2018年4月22日閲覧。[注 16]
- “尾道市立因島南小学校ホームページ”.   尾道市立因島南小学校. 2018年4月22日閲覧。[注 17]